# Баха ад-Дин Сам I
Баха ад-Дин Сам I (перс.  بهاء الدین سام‎‎; ? — 1149) — правитель (малик) Гуридского государства (1149). Брат и преемник Сайф ад-Дина Сури.

## Биография
Когда Сайф ад-Дин Сури (1146—1149) взошёл на гуридский престол, он разделил отцовские владения между своими братьями. Фахр ад-Дин Масуд получил район возле реки Хари, Баха ад-Дин Сам — Гур, Шихаб ад-Дин Мухаммад Харнак получили Мадин, Шуджа ад-Дин Али получил Джармас, Ала аль-Дин Хусейн — Вазиристан, а Кутб ад-Дин Мухаммед получил Варшад Варш, где он построил знаменитый город Фирузкух. Однако позднее Сайф поссорился с братом Кутб ад-Дином, который укрылся в Газни, и был отравлен газневидским султаном Бахрам-шахом.
Чтобы отомстить за своего брата, Сайф двинулся на Газни в 1148 году и одержал победу в битве при Газни, в то время как Бахрам-шах бежал в Куррам. Сайф отступил, но армия Газневидов догнала его, и в Санг-и-Сурахе завязалась битва. Сайф и Маджд ад-Дин Мусави были схвачены и позже распяты в Пуль-и-Йак-Таке.
В 1149 году после смерти Сайфа ад-Дина Сури ему наследовал его брат Баха ад-Дин Сам I, который продолжал строить Фирузкух и готовил армию для похода на Газни, чтобы отомстить за смерть двух своих братьев, но вскоре умер от естественных причин, не дойдя до города. Затем на гуридский трон вступил Ала ад-Дин Хусейн (1149—1161), младший брат Сайфа и Баха ад-Дина.